# Momordica
Momordica is een geslacht uit de komkommerfamilie (Cucurbitaceae). Momordica-soorten komen voor in de (sub)tropische delen van de Oude Wereld.

## Soorten
- Momordica angolensis R.Fern.
- Momordica angustisepala Harms
- Momordica anigosantha Hook.f.
- Momordica argillicola Thulin
- Momordica balsamina L.
- Momordica boivinii Baill.
- Momordica cabrae (Cogn.) C.Jeffrey
- Momordica calantha Gilg
- Momordica camerounensis Keraudren
- Momordica cardiospermoides Klotzsch
- Momordica charantia L. - sopropo
- Momordica cissoides Planch. ex Cogn.
- Momordica clarkeana King
- Momordica cochinchinensis (Lour.) Spreng.
- Momordica cordata Cogn.
- Momordica corymbifera Hook.f.
- Momordica cymbalaria Fenzl ex Naudin
- Momordica denticulata Miq.
- Momordica denudata (Thwaites) C.B.Clarke
- Momordica dioica Roxb. ex Willd.
- Momordica dissecta Baker
- Momordica enneaphylla Cogn.
- Momordica foetida Schumach.
- Momordica friesiorum (Harms) C.Jeffrey
- Momordica gilgiana Cogn.
- Momordica glabra Zimm.
- Momordica henriquesii Cogn.
- Momordica humilis (Cogn.) C.Jeffrey
- Momordica janarthanamii Gosavi, Gholave, Madhav & Kambale
- Momordica jeffreyana Keraudren
- Momordica kirkii (Hook.f.) C.Jeffrey
- Momordica leiocarpa Gilg
- Momordica littorea Thulin
- Momordica macrosperma (Cogn.) Chiov.
- Momordica mossambica H.Schaef.
- Momordica multiflora Hook.f.
- Momordica obtusisepala Keraudren
- Momordica parvifolia Cogn.
- Momordica peteri Zimm.
- Momordica pterocarpa Hochst. ex A.Rich.
- Momordica racemiflora Cogn.
- Momordica repens Bremek.
- Momordica rostrata Zimm.
- Momordica sahyadrica Kattuk. & V.T.Antony
- Momordica sessilifolia Cogn.
- Momordica silvatica Jongkind
- Momordica spinosa (Gilg) Chiov.
- Momordica subangulata Blume
- Momordica trifolia L.
- Momordica trifoliolata Hook.f.
- Momordica welwitschii Hook.f.

## Hybriden
- Momordica × suboica Bharathi